# Ancell Stronach
 (mai 2023).
Si vous disposez d'ouvrages ou d'articles de référence ou si vous connaissez des sites web de qualité traitant du thème abordé ici, merci de compléter l'article en donnant les références utiles à sa vérifiabilité et en les liant à la section « Notes et références ».
Ancell Stronach (1901-1981) est un artiste écossais né à Dundee.
Stronach est membre de la Royal Scottish Academy, élu en juin 1934. Il remporte le «Guthrie Award» de la Royal Scottish Academy en avril 1927. Stronach est d'abord étudiant et plus tard professeur de peinture murale à la Glasgow School of Art.

## Biographie
Peintre de portraits et de sujets de figures, parmi lesquels "L'Annonciation", qui s'inspire de la fresque de Domenico Ghirlandaio à l'église de Santa Maria Novella à Florence, Stronach est fortement influencé par Sandro Botticelli, les premiers peintres de fresques italiens et les préraphaélites, bien que son engagement envers la peinture murale et la conception de vitraux soit également évident tout au long de son travail. Son style et son sujet reflètent le mouvement néo-celtique plus large qui prévalait sur la scène artistique écossaise à l'époque et sont visibles dans le travail d'autres artistes tels que John Duncan (peintre) et Phoebe Anna Traquair. 
Stronach expose au Salon de Paris, à la Royal Scottish Academy, à la Royal Academy et au Canada, en Nouvelle-Zélande et en Amérique. Considéré comme séparé du renouveau celtique, Stronach est aujourd'hui connu pour avoir été influencé par les travaux de Max Klinger, Mikhail Nesterov et Franz von Stuck, et en vient à être associé au symbolisme.
Il peint des décorations murales et d'églises et est créateur de vitraux. Plus tard, déçu par la peinture et la toile, il s'essaie à la scène avec Ancell and His 40 Painted Pigeons,. Il fait de nombreuses tournées avec sa femme, Gwendoline Eleanor Cunningham. À cette époque, il élevait des tourterelles de Barbarie (les «pigeons» de son numéro), plusieurs espèces de phasmes et élève également des souris de fantaisie. Il continue à peindre mais donne ses peintures à des amis et à des parents. Son travail est oublié au cours de ses dernières années et il meurt dans une relative obscurité, dans le Kent, en 1981.
Dans un regain d'intérêt, sa peinture 'Circe', d'un nu, est vendue chez Christie's à Londres pour 13 750 £ en 2012 - puis revendue pour 32 500 £ le 4 septembre 2014 dans le cadre de 'The Neil Wilson Collection : A Romantic Vision ' (Vente 5928). En juin 2021, son tableau «Where Sinks the Voice of Music into Silence» est vendu lors d'une vente aux enchères de Lyon et Turnbull à Édimbourg pour 57 500 £.